# Els Camps
Els Camps és una masia situada al municipi de Guixers, a la comarca catalana del Solsonès.